# 多夫日基 (利維夫州)
48°59′31″N 23°10′34″E / 48.99194°N 23.17611°E
多夫日基（烏克蘭語：Довжки），是烏克蘭的村庄，位於該國西部利沃夫州，由斯特雷區科焦瓦市鎮負責管轄，始建於1556年，面積2.63平方公里，海拔高度726米，2001年該城鎮人口513。